# Parinacota (provincie)
Parinacota is een provincie van Chili in de regio Arica y Parinacota. De provincie telde 3.449 inwoners in 2017 en heeft een oppervlakte van 8147 km². Hoofdstad is Putre.

## Gemeenten
Parinacota is verdeeld in twee gemeenten:
- General Lagos
- Putre